# 曾慎达
曾慎达（1928年—），男，福建闽侯人，中华人民共和国政治人物，曾任中共陕西省委副书记，陕西省人民政府副省长。